# Grand Prix automobile du Japon 2002
GP précédent GP suivant
Le Grand Prix automobile du Japon 2002 (2002 Fuji Television Japanese Grand Prix). disputé sur le circuit de Suzuka le 13 octobre 2002, est la 697e épreuve du championnat du monde de Formule 1 courue depuis 1950 et la dix-septième et dernière manche du championnat 2002.

## Classement
| Pos  | N° | Pilote               | Écurie           | Tours | Temps/Abandon                      | Grille | Points |
| ---- | -- | -------------------- | ---------------- | ----- | ---------------------------------- | ------ | ------ |
| 1    | 1  | Michael Schumacher   | Ferrari          | 53    | 1 h 26 min 59 s 698 (212,780 km/h) | 1      | 10     |
| 2    | 2  | Rubens Barrichello   | Ferrari          | 53    | + 0 s 506                          | 2      | 6      |
| 3    | 4  | Kimi Räikkönen       | McLaren-Mercedes | 53    | + 23 s 292                         | 4      | 4      |
| 4    | 6  | Juan Pablo Montoya   | Williams-BMW     | 53    | + 36 s 275                         | 6      | 3      |
| 5    | 10 | Takuma Satō          | Jordan-Honda     | 53    | + 1 min 22 s 694                   | 7      | 2      |
| 6    | 15 | Jenson Button        | Renault          | 52    | + 1 tour                           | 10     | 1      |
| 7    | 7  | Nick Heidfeld        | Sauber-Petronas  | 52    | + 1 tour                           | 12     |        |
| 8    | 24 | Mika Salo            | Toyota           | 52    | + 1 tour                           | 13     |        |
| 9    | 16 | Eddie Irvine         | Jaguar-Cosworth  | 52    | + 1 tour                           | 14     |        |
| 10   | 23 | Mark Webber          | Minardi-Asiatech | 51    | +2 tours                           | 19     |        |
| 11   | 5  | Ralf Schumacher      | Williams-BMW     | 48    | Moteur                             | 5      |        |
| Abd. | 17 | Pedro de la Rosa     | Jaguar-Cosworth  | 39    | Transmission                       | 17     |        |
| Abd. | 9  | Giancarlo Fisichella | Jordan-Honda     | 37    | Moteur                             | 8      |        |
| Abd. | 14 | Jarno Trulli         | Renault          | 32    | Panne mécanique                    | 11     |        |
| Abd. | 11 | Jacques Villeneuve   | BAR-Honda        | 27    | Moteur                             | 9      |        |
| Abd. | 22 | Alex Yoong           | Minardi-Asiatech | 14    | Sortie de piste                    | 20     |        |
| Abd. | 12 | Olivier Panis        | BAR-Honda        | 8     | Accélérateur                       | 16     |        |
| Abd. | 3  | David Coulthard      | McLaren-Mercedes | 7     | Accélérateur                       | 3      |        |
| Abd. | 8  | Felipe Massa         | Sauber-Petronas  | 3     | Accident                           | 15     |        |
| Np.  | 25 | Allan McNish         | Toyota           | -     | Blessure                           | 18     |        |

## Pole position et record du tour
- Pole position : Michael Schumacher en 1 min 31 s 317
- Tour le plus rapide : Michael Schumacher en 1 min 36 s 125 au 15e tour.

## Tours en tête
- Michael Schumacher : 52 (1-20 / 22-53)
- Rubens Barrichello : 1 (21)

## Statistiques
- 64e victoire pour Michael Schumacher.
- 5e pole position de suite au Japon pour Michael Schumacher.
- 159e victoire pour Ferrari en tant que constructeur.
- 159e victoire pour Ferrari en tant que motoriste.
- 162e et dernier Grand Prix pour Eddie Irvine